# Dorcatomophaga
Dorcatomophaga is een geslacht van vliesvleugeligen uit de familie Pteromalidae. De wetenschappelijke naam van dit geslacht is voor het eerst geldig gepubliceerd in 1951 door Kryger.

## Soorten
Het geslacht Dorcatomophaga omvat de volgende soorten:
- Dorcatomophaga jonesi Yoshimoto, 1976
- Dorcatomophaga westi Kryger, 1951